# New Prague, Minnesota
New Prague là một thành phố thuộc quận Scott, tiểu bang Minnesota, Hoa Kỳ. Năm 2010, dân số của thành phố này là 7321 người.

## Dân số
- Dân số năm 2000: 4559 người.
- Dân số năm 2010: 7321 người.